# Cruz del Viajero
La Santísima Cruz del Viajero es una cruz monumental ubicada en una plaza del mismo nombre en el distrito limeño de Pueblo Libre, en Perú. Fue declarada Patrimonio Cultural de la Nación en 1998.

## Historia
Fue erigida en 1579 por misioneros católicos con motivos evangelizadores. Los viajeros se detenían ante la cruz para pedir protección en el camino hacia el puerto de Callao, una ruta acosada por bandidos. En 1759, la cruz fue trasladada 100 metros desde su ubicación original a una plaza que lleva su nombre en la esquina de las calles Torre Tagle y Julio C. Tello, en la cuadra 6 de la avenida Sucre. Se dice que tanto José de San Martín como Simón Bolívar se arrodillaron ante la cruz durante la independencia del Perú.